# St-Yved (Braine)

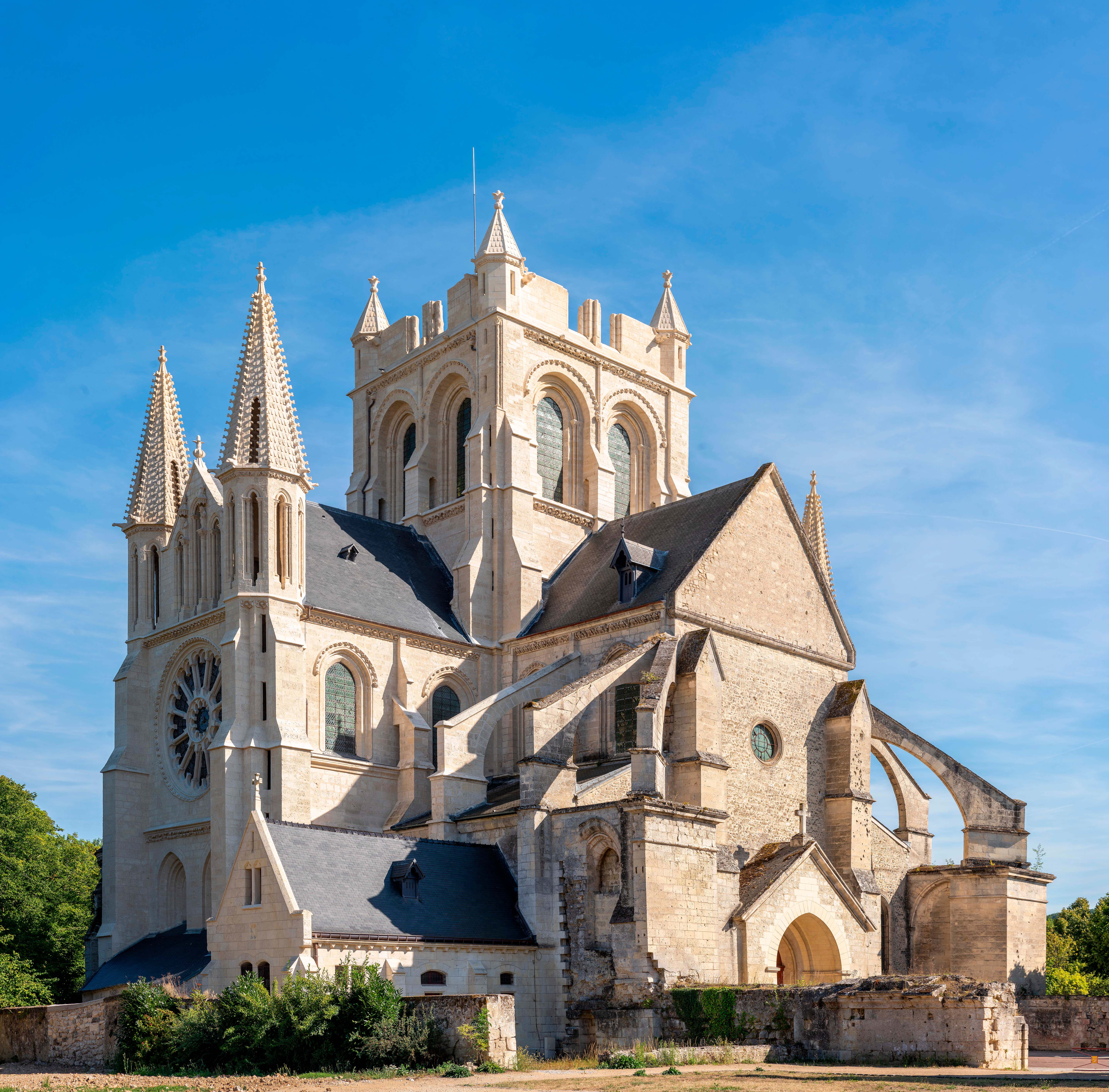
Klosterkirche Saint-Yved de Braine

Das frühere Kloster und insbesondere die römisch-katholische Klosterkirche St-Yved in Braine waren die Nekropole der Grafen von Dreux. Die Kirche wurde mit den Reliquien des Heiligen Yved ausgestattet und im 9. Jahrhundert geweiht. 1130 gab der Bischof von Soissons die Abtei den Prämonstratensern. Seit 1840 steht die Kirche als Monument historique unter Denkmalschutz.

## Geschichte
Braine war bereits zur Zeit der Merowinger und der Kapetinger eine beliebte Residenz. Unter den Kapetingern wurde der Ort Eigentum einer Nebenlinie, des Hauses Dreux.
Die Klosterkirche wurde im Auftrag Agnès de Baudements, der Ehefrau Roberts I. von Dreux, nach Plänen von André de Baudement gebaut. Bemerkenswert ist das Tympanon am Hauptportal, der (an der Rückseite der aktuellen Fassade) erhalten geblieben ist. Das dreistöckige Längsschiff wurde um vier Jochbögen verkürzt, der Vierungsturm reicht 33 Meter in die Höhe. Die Portal-Skulpturen befinden sich heute im Museum von Soissons.
Die Reliquien des heiligen Yved und der heiligen Victrice de Rouen wurden im 19. Jahrhundert in die Kathedrale von Rouen gebracht. Die Kirche enthielt zudem bis zur Revolution eine Reihe von Gräbern, die mit Bodenplatten aus emailliertem Kupfer versehen waren, deren Muster sich heute in der Sammlung Gaignières der Bodleian Library in Oxford befinden. Nach der Revolution wurde die Abtei nach und nach zerstört.

## Gräber

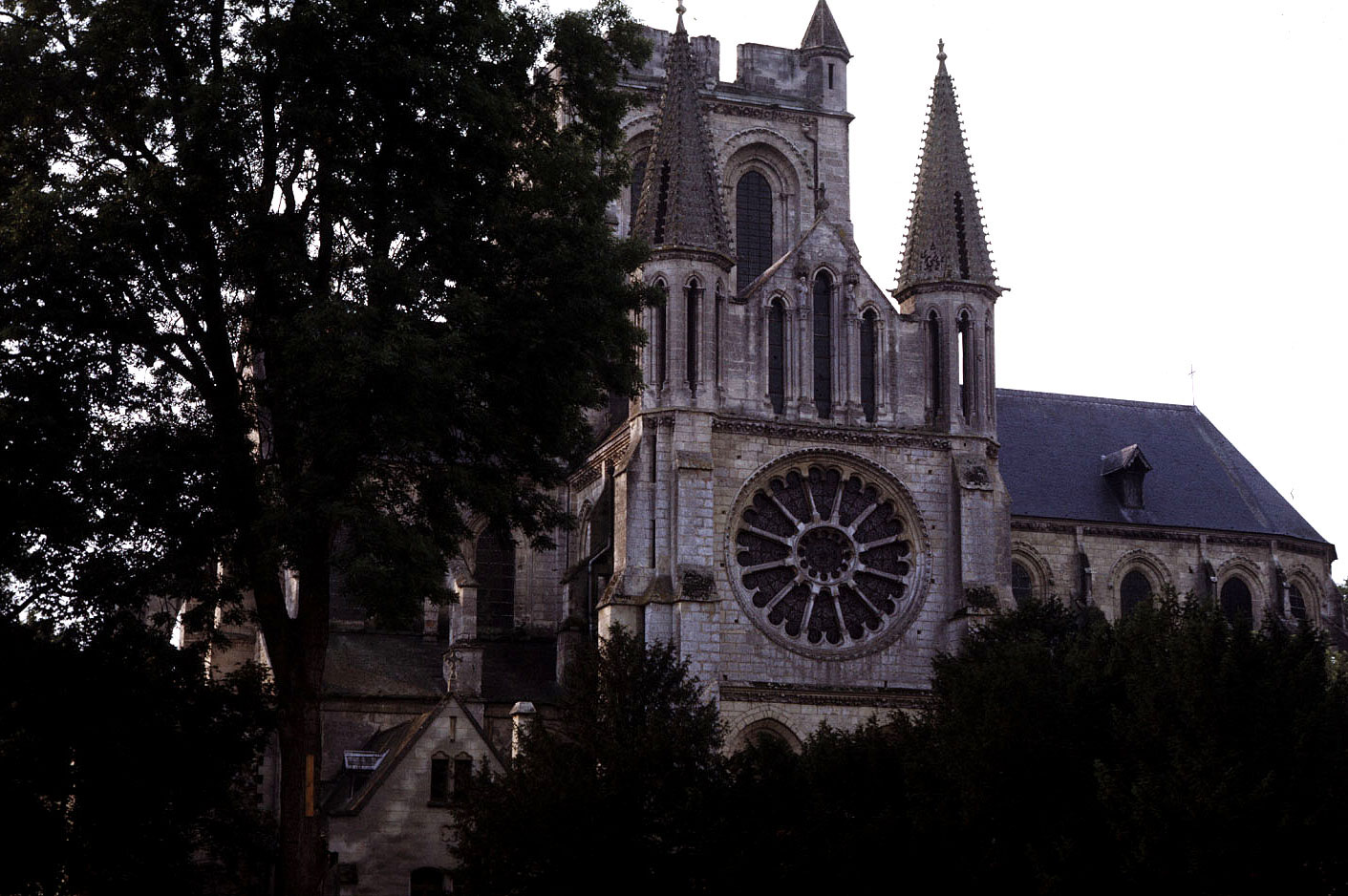
Kloster Saint-Yved

- Robert de France, Comte de Dreux († 1188) und Anne de Baudement († 1204)
- Robert II. de Dreux (1154–1218) und Yolande de Coucy († 1222)
- Pierre Mauclerc, Herzog von Bretagne
- Robert III. de Dreux (1185–1234)
- Das Herz von Jean de Dreux († 1248) und Marie de Bourbon († 1274)
- Robert IV. de Dreux (1241–1282)
- Robert I. de Beu, Vizegraf von Beu und Châteaudun († 1281) und Clémence de Châteaudun († 1259)
- Robert II. de Sarrebruck-Commercy († 1504), Comte de Braine et de Roucy
- Guillemette de Sarrebruck († 1571), Gräfin von Braine, Dame de Montagu, Ehefrau von Robert III. de La Marck
- das Herz von Robert III. de La Marck († 1536)
- Françoise de Brézé (1518–1574), Tochter von Diane de Poitiers, Gräfin von Maulévrier, Baronne de Mauny et de Sérignan, Ehefrau von Robert IV. de La Marck